# Juan Antonio Ramírez
Juan Antonio Ramírez Domínguez (Málaga, 24 de junio de 1948 - Madrid, 12 de septiembre de 2009) fue un ensayista, crítico y catedrático de Historia del Arte español. Se caracterizó por su defensa de la historieta como objeto de estudio.

## Biografía

### Infancia y juventud
Fue el quinto hermano de un total de diez. La familia de Juan Antonio Ramírez, de origen madrileño, se afincó en la provincia de Alicante debido al negocio que llevaba su padre, Lucio Ramírez de la Morena (1909-1988). Este se dedicó a la apicultura y fue el fundador de SANA (Servicio Apícola Nacional Administrativo) a finales de los años 40, empresa que quebró pocos años después. Su madre era maestra de escuela.
Adicto a la lectura desde adolescente, cursó el bachillerato técnico en el Instituto Laboral de Orihuela y más tarde estudió Magisterio en la Escuela Normal de Murcia, obteniendo por oposición la plaza de maestro en la localidad de La Puebla de Mula, y poco después comenzó sus estudios de Filosofía y Letras en las Universidades de Murcia y posteriormente en la Complutense de Madrid y Periodismo por la Escuela Oficial de Madrid, estudios que finaliza en 1972.
Su tesina se tituló Las historietas de la Escuela Bruguera, un enfoque estructural, y fue dirigida por Simón Marchán Fiz, catedrático de Estética de la UNED.
En 1975 defendió su tesis doctoral, titulada Historia y estética de la historieta española, 1939-1979, dedicada a los tebeos producidos en España desde finales de la guerra civil hasta los años setenta, siendo su director Antonio Bonet Correa, catedrático emérito de la Universidad Complutense y director de la Academia de Bellas Artes de San Fernando. En 1975 consiguió defenderla en la Universidad Complutense de Madrid y a este respecto, recuerda 

cómo tuvimos que hacer esfuerzos muy serios, en nuestra primera juventud, para convencer al establecimiento académico de que el cómic (tebeo, historieta) era un estudio estético tan digno y respetable como cualquier otro.

 Consiguió, por suerte, publicar dos libros dedicados al cómic femenino y a la historieta humorística en la Editorial Cuadernos para el Diálogo.
Completó su formación trabajando como becario del Ministerio Español de Educación y Ciencia, del Ministerio Francés de Asuntos Exteriores y del Deutscher Akademischer Austauschdienst.

### Carrera profesional
Al finalizar sus estudios, comenzó su dedicación a la investigación en el campo de la estética y arquitectura, tratando problemas específicos del arte contemporáneo de una forma crítica y didáctica. Alternó estos proyectos con su actividad como docente dando clases de Historia del Arte, primero en el Centro Universitario de Toledo y luego en la Universidad de Málaga desde 1980, la Universidad de Salamanca (curso 1981-82) y en la Columbia University de Nueva York (1982-83), para asentarse al fin, en 1984, en la Universidad Autónoma de Madrid como catedrático de Historia del Arte.
Además de su labor docente e investigadora, se dedicó a la divulgación, a la crítica de arte contemporáneo, escritura de monografías y artículos en numerosas publicaciones. Fue colaborador habitual en revistas de arte como La Balsa de la Medusa, Lápiz, Arquitectura Viva o la revista digital Revista de Libros; también en los suplementos culturales de algunos periódicos como El País o El Mundo y como columnista en los primeros números de "Exit Express" o en "Descubrir el arte". Trabajó, asimismo, como asesor editorial para proyectos destinados a un público juvenil como, por ejemplo, la colección Alianza Forma y la Biblioteca Básica de Arte Anaya, publicaciones de carácter didáctico en las que se incluye por primera vez materias como el cómic, la fotografía o el cine. Participó también como miembro del comité asesor de editoriales como la editorial CSIC.
Juan Antonio Ramírez falleció de manera repentina, debido a una disección aórtica, el 12 de septiembre de 2009 en Madrid.

## Premios
Ya desde sus inicios, su trabajo se vio recompensado con diferentes premios y reconocimientos. Con su tesina, “Las historietas de la Escuela Bruguera”, un enfoque estructural recibió el Premio Nacional de Investigaciones en 1974 otorgado por el Ministerio de Información y Turismo.
Poco tiempo después, en 1975, recibió el Premio de Ensayo Ciudad de Barcelona con su primer libro El cómic femenino en España. Arte sub y anulación (1975), libro que deriva de su tesis doctoral. A partir de aquí comienza una carrera llena de éxitos editoriales, ejemplos como Oxidos mezclados (1985) con el que será Finalista en el Premio Anagrama de Ensayo, 1985. También su libro La arquitectura en el cine. Hollywood, la Edad de Oro (1986) fue Finalista en el Premio Nacional de Ensayo otorgado por el Ministerio de Cultura y recibió el Premio Film Historia 87.
En 2004 le concedieron el Premio Pablo Ruiz Picasso en la tercera edición del premio bienal Pablo Ruiz Picasso que otorga La Consejería de Cultura como reconocimiento a toda su carrera. 

## Homenajes
Tras su muerte, su trabajo ha sido reconocido con distinciones a título póstumo como el homenaje en el museo Reina Sofía el 28 de noviembre de 2009 o el homenaje por parte de la Facultad de Filosofía y Letras de la Universidad Autónoma de Madrid el 26 de febrero de 2010.
En 2018 el Vicerrectorado de Cultura de la Universidad de Málaga, en la que trabajó, le rindió un homenaje con la exposición: "El bricoleur y la ciudad. Juan Antonio Ramírez y el ecosistema del arte en Málaga 1980-2000". En ella se mostraban documentos de su actividad cultural en Málaga, obras ajenas y propias como El Templicón o aquellas realizadas con latas de conservas que él llamaba latoflexia y latotomía. Además de otros trabajos relacionados con Málaga como el legendario "El estilo del relax" que abordaba la peculiar arquitectura de la Costa del Sol.

## Obras y artículos
Ensayos e Historia del Arte
- La historieta cómica de postguerra (1975)
- El cómic femenino en España (1975)
- Grupos temáticos del tebeo de aventuras en la España de la posguerra (en Cuadernos de Realidades Sociales, 1975).
- La historieta y la fotonovela (1976)[1]
- Medios de masas e historia del arte (1976)
- Construcciones ilusorias (1983)
- Edificios y sueños (1983)
- La arquitectura en el cine. Hollywood, la edad de oro (1986)
- Dios arquitecto: J. B. Villalpando y el templo de Salomón (1991)
- Arte y arquitectura en la época del capitalismo triunfante (1992)
- Duchamp. El amor y la muerte, incluso (1993)
- La metáfora de la colmena. De Gaudí a Le Corbusier (1998)
- Dalí: lo crudo y lo podrido (2002)
- Corpus solus. Para un mapa del cuerpo en el arte contemporáneo (2003)
- Edificios-cuerpo. Cuerpo humano y arquitectura: analogías, metáforas, derivaciones (2003)
- Escultecturas margivagantes. La arquitectura fantástica en España (2006)
- Juan Antonio Ramírez, “La distancia y el encuadre” , en Miguel García Cano. Pinturas de El Silencio.  Logroño: Galería de arte Martínez Glera,2008
- El objeto y el aura. (Des)orden visual del arte moderno (2009)

Didáctica y metodología
- Ecosistema y explosión de las artes (1994)
- Cómo escribir sobre arte y arquitectura (1996)
- Historia del arte, en cuatro volúmenes, de Alianza Editorial (1996)

## Otras fuentes
- Ficha de la Universidad Autónoma de Madrid
- Juan Antonio Ramírez, historiador y pensador. El País